# Laura Chiper
Laura Chiper (nascida em 21 de agosto de 1989) é uma handebolista romena.

## Carreira
Atua como ponta direita e joga pelo clube ASC Corona Brașov.
Integrou a seleção romena feminina que terminou na nona colocação no handebol dos Jogos Olímpicos de Verão de 2016, realizados no Rio de Janeiro, Brasil. Foi medalha de bronze no Campeonato Mundial de Handebol Feminino de 2015, na Dinamarca.

## Conquistas
- Cupa României:
  - Finalista: 2013

## Prêmios
- Melhor marcadora da Cupa României: 2013 (36 gols)